# Shuntō
Als Shuntō (jap. 春闘, dt. „Frühjahrsoffensive“) werden in Japan die jährlich ab Februar stattfindenden Tarifverhandlungen zwischen Arbeitgebern und Gewerkschaften für das im April beginnende Geschäftsjahr bezeichnet. Zwar geben die Gewerkschaftsverbände (Rengō, Zenrōren) nationale und branchenweite Tarifziele vor und nutzen den Shuntō auch zu landesweiten Kampagnen und auch der Arbeitgeberverband Nikkeiren (heute: Nippon Keidanren) macht nationale Vorgaben; die Verhandlungen finden jedoch auf Betriebsebene statt, wobei die Verhandlungsergebnisse in Großbetrieben meist als Orientierung dienen. Oft werden von den Gewerkschaften bestimmte Ziele in den Vordergrund gestellt: Frühjahrslohnoffensive, Frühjahrsarbeitszeitoffensive, in den letzten Jahren (Rengō) „Frühjahrskampf für bessere Lebensbedingungen“ (春季生活闘争, shunki seikatsu tōsō).
In den späten 1940er Jahren entstand der Shuntō als koordinierter Versuch der Unternehmensgewerkschaften großer Industriebetriebe, die Arbeitsbedingungen zu verbessern. In den 1950ern entwickelte sich der Shuntō ausgehend von der Eisen- und Stahlindustrie – der Gewerkschaftsbund Tekkōrōren organisierte erstmals 1954 eine branchenweite Frühjahrsoffensive – zur landesweiten Kampagne der Gewerkschaftsverbände. Nach und nach folgten auch Interessenvertretungen in kleineren und mittleren Unternehmen, Dienstleistungsbetrieben und im öffentlichen Dienst.